# Evereste (filme)
Evereste (em inglês:  Everest) é um filme catastrófico islando-britano-americano realizado por Baltasar Kormákur e escrito por William Nicholson e Simon Beaufoy, baseado no desastre de 1996 do Monte Evereste e também na obra No Ar Rarefeito, de Jon Krakauer. Foi protagonizado por Jason Clarke, Josh Brolin, John Hawkes, Robin Wright, Michael Kelly, Sam Worthington, Keira Knightley, Emily Watson, e Jake Gyllenhaal.
Estreou no Reino Unido a 18 de setembro, em Portugal e no Brasil a 24 de setembro e em Angola, Moçambique e Estados Unidos a 25 de setembro de 2015. Em Cabo Verde foi exibido a 30 de outubro de 2015.

## Sinopse
Em maio de 1996, duas expedições, a Adventure Consultants e a Mountain Madness, atendem na base do acampamento e prepara a cimeira para o Monte Evereste nos dias seguintes. Em 7 de maio, eles deixam a base do acampamento para a Camp II, que inclui uma escada fixa sobre uma fenda profunda, mas fenômenos naturais no caminho prejudicam a expedição.

## Elenco
- Jason Clarke como Rob Hall[13]
- Jake Gyllenhaal como Scott Fischer[13]
- Josh Brolin como Beck Weathers[13]
- John Hawkes como Doug Hansen[13]
- Sam Worthington como Guy Cotter[14]
- Robin Wright como Peach[14]
- Michael Kelly como Jon Krakauer[15]
- Keira Knightley como Jan Arnold[16]
- Emily Watson como Helen Wilton[15]
- Thomas Wright como Michael Groom[15]
- Martin Henderson como Andy Harris[15]
- Elizabeth Debicki como Dr. Caroline Mackenzie
- Naoko Mori como Yasuko Namba[17]
- Clive Standen como Ed Viesturs[18]
- Vanessa Kirby como Sandy Hill
- Tom Goodman-Hill como Neal Beidleman
- Ingvar Eggert Sigurðsson como Anatoli Boukreev
- Charlotte Bøving como Lene Gammelgaard
- Micah Hauptman como David Breashears[19]
- Chris Reilly como Klev Schoening
- Chike Chan como Makalu Gau
- Vijay Lama como Coronel Madan
- Mark Derwin como Lou Kasischke
- Mia Goth como Meg

## Recepção
Everest teve recepção geralmente favorável por parte da crítica especializada. No Rotten Tomatoes, o filme mantém uma classificação de 73% com o consenso, "Everest possui toda a cinematografia vertiginosa que uma pessoa poderia esperar para sair num filme sobre os escaladores de montanhas, mesmo que o conteúdo para pisar seja menos desafiador que o terreno da narrativa." No Metacritic o filme tem uma pontuação de 64 em 100, indicando "avaliações favoráveis".